# 解云清
解云清（1911年—1986年），男，直隶（今河北）清苑人，中华人民共和国政治人物，曾任黑龙江省革命委员会副主任，黑龙江省人民政府副省长。